# Kaszanka
La kaszanka o kishka è un sanguinaccio polacco. Viene preparato usando il sangue, il cuore, i polmoni, il fegato e altre frattaglie del maiale e insaporito con cipolle, orzo/grano saraceno, pepe nero, maggiorana e alloro. Viene spesso consumato caldo con il pane di segale, la mostarda, i cetrioli sottaceto e il tè al limone o la birra.